# Diasterope grisea
Diasterope grisea är en kräftdjursart. Diasterope grisea ingår i släktet Diasterope och familjen Cylindroleberididae. Inga underarter finns listade i Catalogue of Life.